# Bacchus Marsh
Pour les articles homonymes, voir Bacchus (homonymie).
Bacchus Marsh est une ville du Victoria en Australie, située à 53 kilomètres à l'ouest de Melbourne et à 60 kilomètres à l'est de Ballarat. Elle fait partie du comté de Moorabool. Au recensement australien de 2006, Bacchus Marsh comptait 13 261 habitants.
La ville doit son nom à l'un de ses premiers habitants, le capitaine William Henry Bacchus, qui repéra l'intérêt de la région située sur deux cours d'eau : la Lerderderg (en) et la Werribee.
La ville et sa région sont orientées sur l'horticulture avec les fruits et légumes.

## Histoire

### Peuplement aborigène
Les historiens estiment que les aborigènes qui occupaient le territoire actuel de Bacchus Marsh lors de l'arrivée des Blancs étaient de la tribu Kurung-Jang-Bulluk.
Des rassemblements estimés de 150 à 400 personnes pouvaient s'y produire. Aujourd'hui il ne reste que 33 aborigènes déclarés à Bacchus Marsh, malgré l'absence attestée de conflits passés.
Les toponymes aborigènes qui ont subsisté ne concernent quasiment que les cours d'eau : Coimadai, Djerriwarrh, Korkuperrimul, Lerderderg, Merrimu, Myrniong, Werribee.

### Établissement européen
Un des premiers Blancs à atteindre la vallée de Bacchus Marsh fut l'éleveur Kenneth Scobie Clarke (vers 1806-1879), originaire du Sutherland en Écosse.
Clarke était un dirigeant de la Great Lake Company implanté en Terre de Van Diemen (ancien nom de la Tasmanie). Il arriva dans le district de Port Phillip, en provenance de George Town, le 25 mars 1836. Le capitaine Bacchus a présenté Clarke comme étant le premier homme à tondre les moutons dans l'État de Victoria, bien que les Henty soient arrivés à Portland avec leurs moutons, environ deux ans plus tôt.
Le 29 novembre 1836, Clarke se dirigea à l'ouest de Port Phillip avec un grand troupeau de moutons ; il arriva à Bacchus Marsh, dans la zone des marais, quelques jours plus tard. Il construisit une cabane sur la rive ouest de la rivière Lerderderg, près de Darley et il y vécut jusqu'au début de 1838. Selon l'éleveur George Russell, Clarke avait agi sur des informations obtenues de M. Aitken, d'Édimbourg.
En 1838, le capitaine anglais William Henry Bacchus (1782-1849) et son fils William Henry Bacchus Junior (1820-1887) amenèrent aussi des moutons depuis la Tasmanie. Ils s'installèrent dans la zone qui porte maintenant leur nom. Dès leur arrivée, Clarke passa un accord avec eux et leur céda ses droits, avant de se déplacer vers les collines voisines, connues sous le nom de Pentlands. À cette époque, la vallée très marécageuse n'était pas vraiment appropriée pour le mouton, qui y souffrait souvent du piétin. Clarke, quant à lui, resta dans la zone jusqu'à 1840 ou 1841 puis s'en fut en Nouvelle-Zélande, où il mourut en 1879.
Dans cette période de colonisation, toute la terre située à moins de trois miles de la cabane d'un squatter éleveur était réputée appartenir à ce dernier. Bacchus et son fils se mirent donc immédiatement à consolider leur possession foncière. Vers 1839-1840, ils avaient une ferme et quatre extensions sur le Lardedark, qui en 1845 couvraient environ 22 miles carrés et nourrissaient presque 3 000 moutons. Entre 1845 et 1847, le capitaine Bacchus construisit le Manoir (Manor House), un édifice en briques de deux étages, d'architecture géorgienne, qui est toujours visible dans la commune aujourd'hui (en 2008).
Le capitaine Bacchus est mort en 1849 et a été enterré dans ce qui est devenu plus tard les terres de l'église anglicane de La Sainte Trinité (The Holy Trinity), à Gisborne Road. Vers 1851, Henry Bacchus Junior vendit ses propriétés de Bacchus Marsh et s'installa à Peerewur près de Ballarat.

### Premiers gouvernements locaux
La commune porta d'abord le nom de Ballan ; un bureau de poste fut ouvert sous ce nom en juillet 1844.
Le Bureau de district routier de Bacchus March fut créé le 30 septembre 1856. Une de ses premières tâches fut de construire une route correctement revêtue pour traverser la ville, car à cette époque, la route était à peine praticable en hiver.
Bacchus March fut créé en tant que district le 14 octobre 1862. Le Bureau de district routier en assura l'administration jusqu'à la proclamation du comté de Bacchus March le 23 janvier 1871.
Le chemin de fer atteignit Bacchus March le 15 février 1887 ; le prolongement de la ligne jusqu'à Ballarat fut achevé en 1890.
Darley, au nord de la rivière Werribee, existe toujours en tant que quartier de Bacchus Marsh. Il fut initialement déclaré comme établissement agricole en 1861.
Maddingley était un établissement au sud de la rivière Werribee avant 1861. Son nom se retrouve encore dans la dénomination de routes comme South Maddingley Road ou East Maddingley Road, ainsi que dans le nom de la mine à ciel ouvert de lignite : Maddingley Brown Coal Open Cut Mine.

## Transports

### Accès routier
L'autoroute de l'ouest (Western Freeway ou M8) Western Freeway, reliant Melbourne et Ballarat, contourne et dessert Bacchus Marsh. Cette autoroute sépare la localité de Darley du reste de la ville.
En venant de Melbourne par cette autoroute, la ville apparaît dès que l'on atteint la vallée, via la trouée d'Anthony (Anthony's Cutting).

### Accès ferroviaire
Bacchus March est desservi par une gare sur la ligne Melbourne - Ballarat.
Depuis le 22 décembre 2005, cette gare est également en correspondance avec la ligne rapide régionale (Regional Fast Rail project) Regional Fast Rail project (en) dénommée V/Line V/Line (en), venant de Melbourne.
Un réseau d'autobus connecte la gare ferroviaire avec le centre-ville et avec d'autres secteurs résidentiels.

## Éducation
Les écoles de Bacchus Marsh sont :
- Bacchus Marsh Primary School
- Darley Primary School
- Pentland Primary School
- St Bernard's Primary School (catholique)

et
- Bacchus Marsh College (deux campus)
- Bacchus Marsh Grammar

## Sports
Les principaux sports pratiqués à Bacchus Marsh sont :
- le netball, sport féminin inspiré du basket-ball
- le football australien, proche du rugby à XV et du football gaélique
- le cricket.

Un autre sport se développe :
- le korfbal, sport mixte inspiré du basket-ball.

Les équipes sportives locales les plus renommées sont :
- le Darley Football Club, surnommé les Devils (« les diables ») ;
- le Bacchus Marsh Football and Netball Club.

Toutes deux se rencontrent dans la Ballarat Football League.

## Sites remarquables
- Avenue de l'honneur

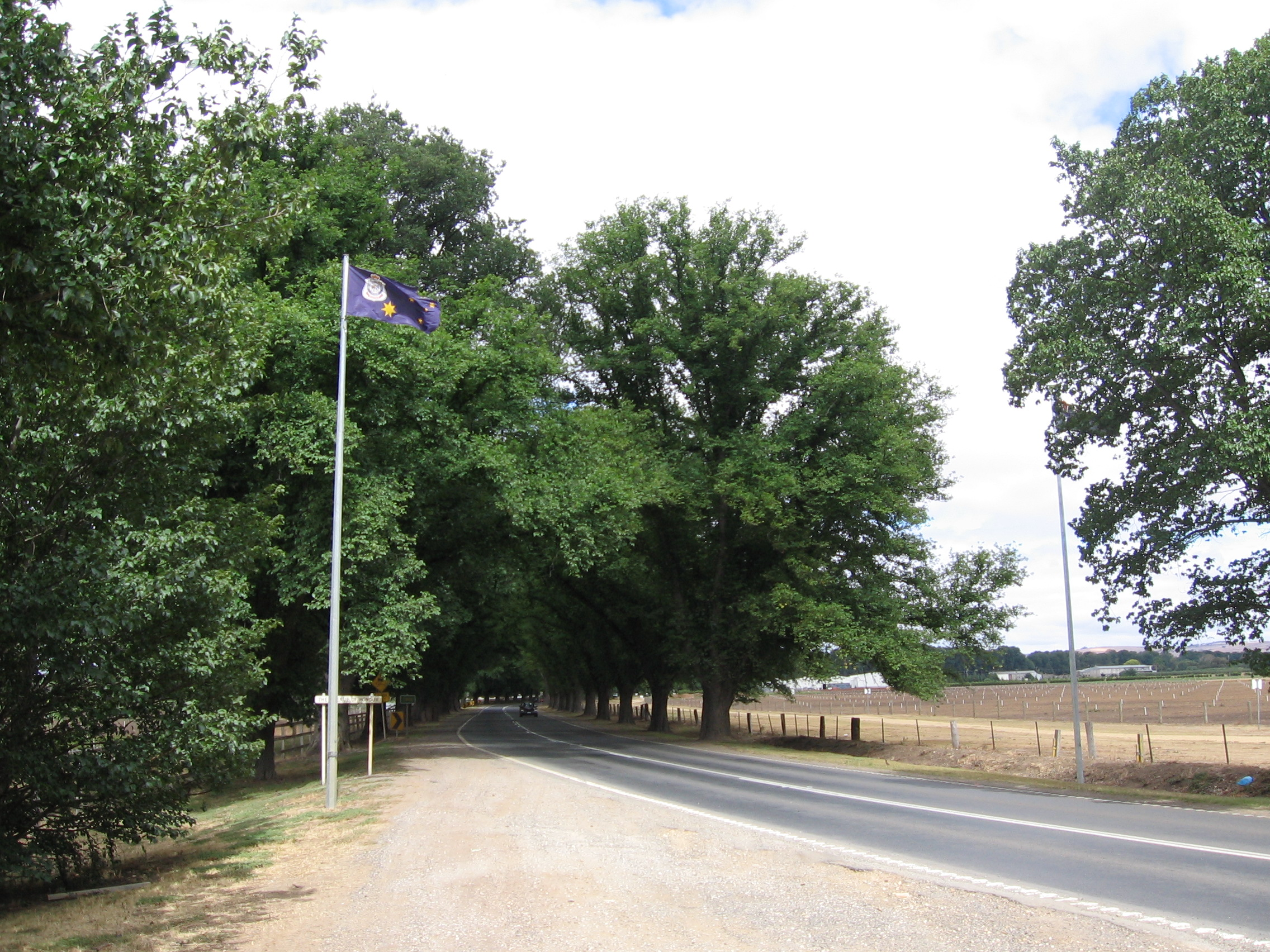
Avenue de l'Honneur, à Bacchus Marsh
(Comté de Moorabool)

C'est, selon la tradition australienne, une avenue plantée commémorative, où chaque arbre représente une personne remarquable. L'avenue de l'Honneur de Bacchus Marsh relie la ville à l'autoroute de l'ouest. Elle fut aménagée en 1918 pour commémorer les soldats de Bacchus Marsh qui avaient servi dans la Première Guerre mondiale.

## Personnages notables
Les personnages suivant ont marqué la population de Bacchus Marsh :
- Reginald Patrick Heagney (1858-1922), militant du Labour ;
- Margaret Gardiner Cuthbertson (1864-1944), inspectrice ;
- Sir Kerr Grant (en) (1878-1967), physicien et professeur émérite ;
- Edmond John (« Ned ») Hogan (en) (1883-1964), Premier ministre de l'État de Victoria en 1927-1928 et 1929-1932 ;
- Isabel Varney Desmond Peterson (1892-1967), pianiste et compositeur ;
- Harry « Soapy » Vallence (en) (1905-1991), footballeur australien du Carlton ;
- Frank Hardy (en) (1917-1994), auteur ;
- Mary Hardy (en) (1931-1985), sœur du précédent, présentatrice de TV et de radio, comédienne ;
- Peter Carey, auteur et double lauréat du Prix Booker ;
- Helen Richey, juge dans la série australienne Dancing with the Stars (en) ;
- Doug Hawkins (en) (né en 1960), star de la Ligue australienne de football (AFL) ;
- Cath Claringbold, chef célèbre.

## Photos

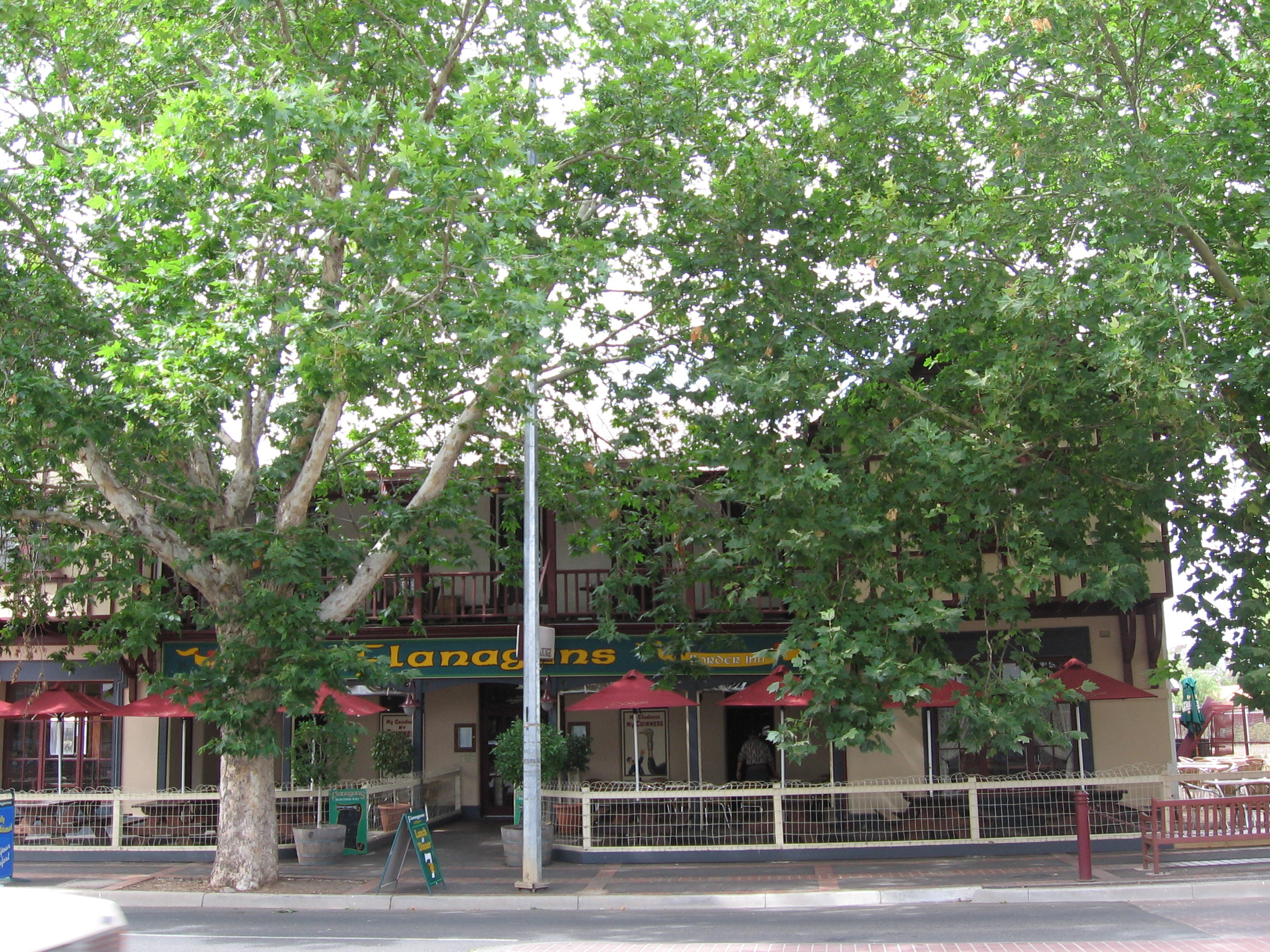
The Border Inn, renommé en faux Irish pub
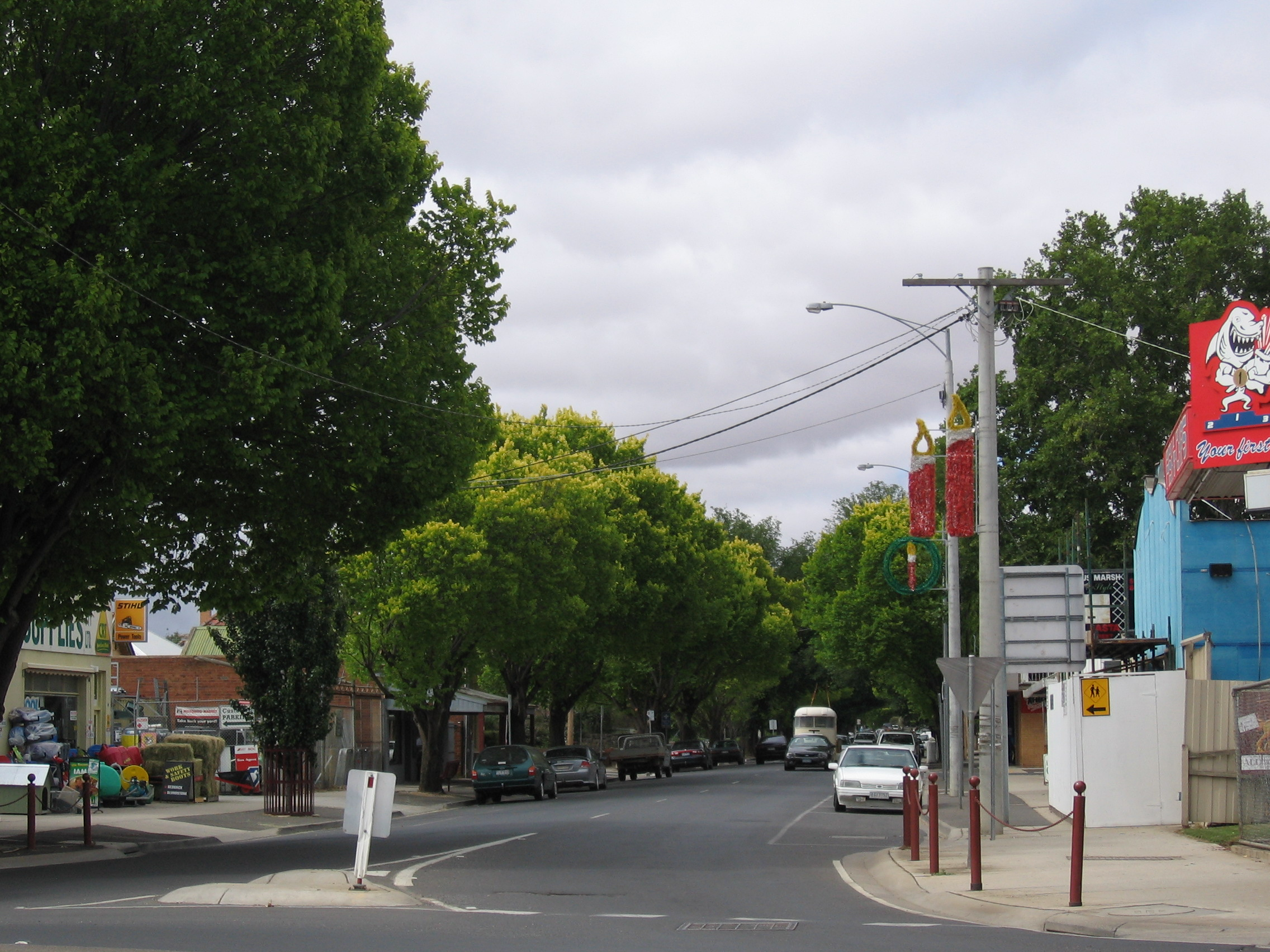
Grant Street, vers le sud : hôpital et Maddingley
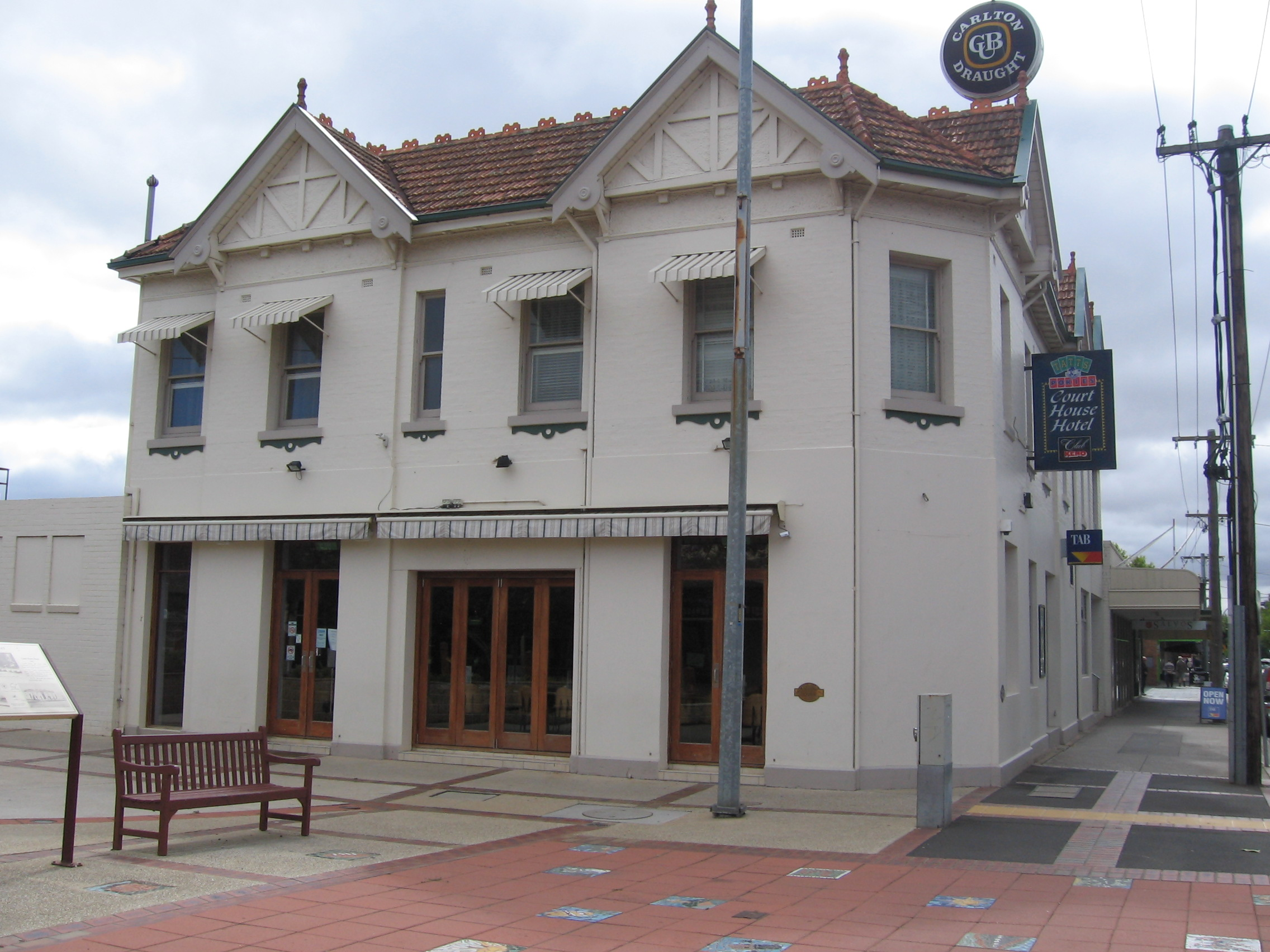
The Court House Hotel